# Bejapur
Bejapur (nep. बेजापुर) – gaun wikas samiti w zachodniej części Nepalu w strefie Bheri w dystrykcie Banke. Według nepalskiego spisu powszechnego z 2001 roku liczył on 1308 gospodarstw domowych i 10991 mieszkańców (5515 kobiet i 5476 mężczyzn).